# إدوارد براون

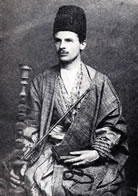
ادوارد براون

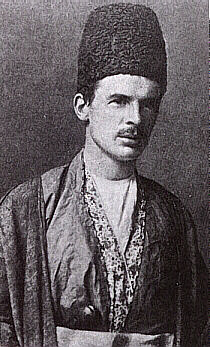
ادوارد براون

ادوارد براون (1862 - 1929)، مستشرق إنجليزي متخصص في الأدب الفارسي. نال شهرة واسعة في الدراسات الشرقية وكان يجيد التحدث بالفارسية والعربية، حيث عين أستاذًا لهما قي جامعة كيمبردج. درس علم الطب وسافر إلى إسطنبول وعُيّن أستاذًا فيها، ومن أهم آثاره
«التاريخ الأدبى لفارس» في (4 أجزاء) و«الطب عند العرب»، كما نشر كتاب لباب الألباب لعوفي.